# Congrès de Lioubetch
Le congrès de Lioubetch est une assemblée des princes ruthènes réunie à Lioubetch, sur le Dniepr, avant le 5 novembre 1097. À l'issue d'une guerre civile, et dans le but de s'unir contre les déprédations des Coumans, ils décident la formation de principautés autonomes, réunies sous l’autorité du prince de Kiev. La passation des pouvoirs de père en fils est systématiquement adoptée sauf pour le titre de grand-prince de Kiev qui sera toujours attribué selon l’ancienne règle. 
- Sviatopolk II obtient Kiev, Tourov, Pinsk, et le titre de grand-prince.
- Vladimir Monomaque reçoit Pereïaslav, Souzdal, Smolensk et Belozersk. Son fils Mstislav Novgorod.
- Oleg et David Sviatoslavitch reçoivent Vladimir-Volinsky et Loutsk.
- David Igorovitch obtient Vladimir-Volinsky.
- Vassilko Rostislavitch obtient Terebovlia.

La guerre civile reprend entre les princes immédiatement après le congrès. Vassilko Rostislavitch, prince de Terebovlia est aveuglé le 6 novembre sur ordre de David Igorovitch.

## Sources
- (ru) Cet article est partiellement ou en totalité issu de l’article de Wikipédia en russe intitulé « Любечский съезд » (voir la liste des auteurs).